# ПЛ 750 кВ Вінницька — Західноукраїнська

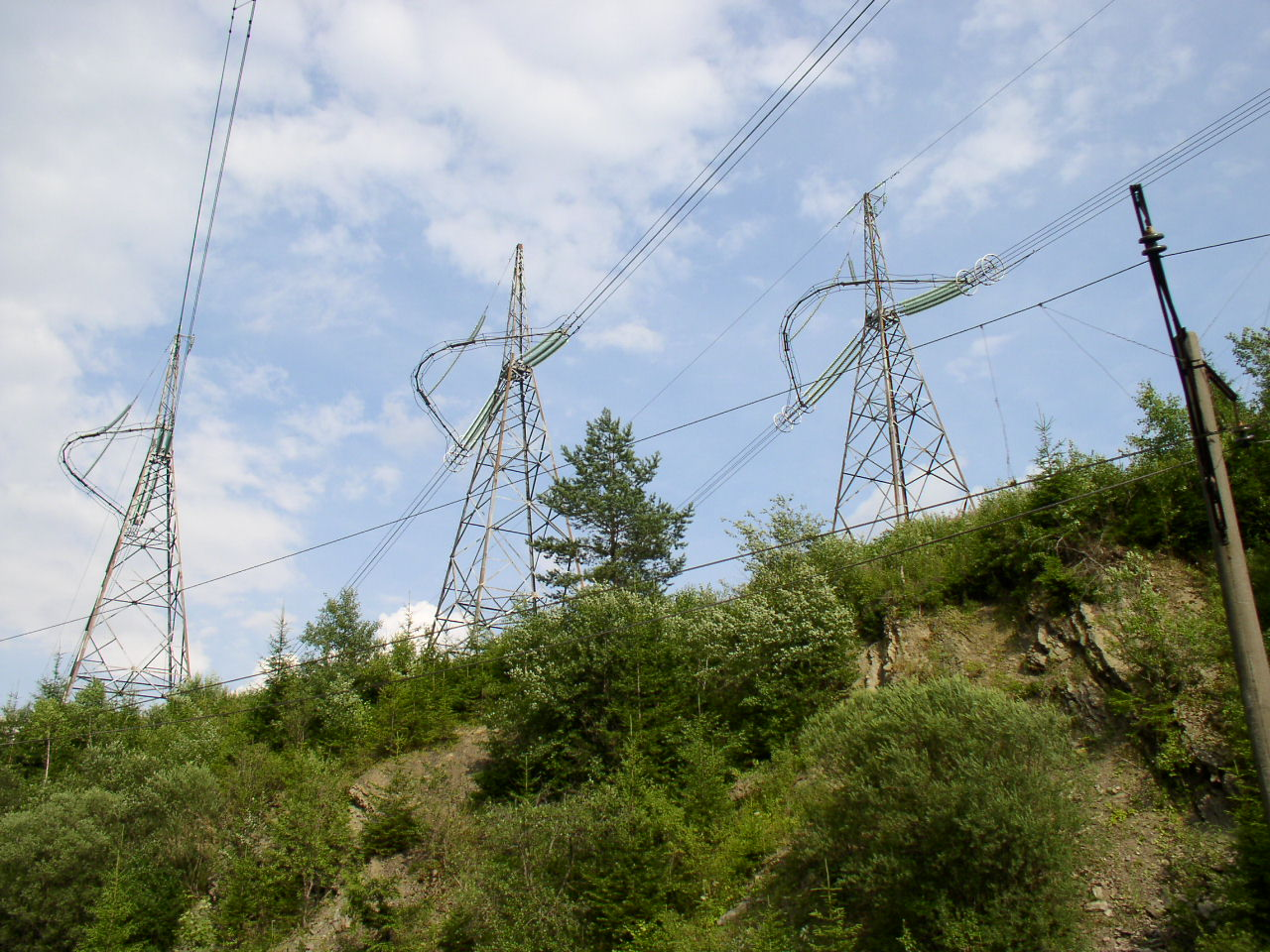
ЛЕП Альбертірша - Західно Українська, Славське

ПЛ 750кВ «Вінницька — Західноукраїнська» — лінія електропередачі від ПС 750 кВ «Вінницька» до ПС 750 кВ «Західноукраїнська». Лінія входила до частини колишньої енергосистеми «Мир» — системи передачі між СРСР та країнами РЕВ. При Україні, від стабільної роботи цього сегменту лінії залежить надійне енергозабезпечення Вінницького та Чернівецького енерговузлів. Лінія мала єдиний маршрут між підстанціями Вінниця — Західноукраїнська — Альбертірша, проте, сегмент ПЛ 750кВ «Західноукраїнська — Альбертірша» не використовувався протягом 10 років, а у 2017 році разом із будівництвом 2 енергоблоків на АЕС Пакш Угорщина почала будувати нову підстанцію 750/400кВ з переведенням зегменту із ПС Саболчбака — ПС Альбертірша у клас напруги 400 кВ із перевезенням 750 кВ трансформаторів на ПС Саболчбака, де з Україною буде зв'язок по лінії ПЛ 750кВ «Західноукраїнська — Саболчбака».

## Історія
28 лютого 1974 СРСР, Болгарія, Угорщина, НДР, Польща і Чехословаччина підписали угоду про співпрацю з будівництва лінії електропередач потужністю 750 кВ між містами Ходорів та Альбертірша. Далі ЛЕП-750кВ відходять три ПЛ-750кВ. Перша ПЛ до  ПС Вінниця - Південно-Українська АЕС -  ПС Дніпро (поблизу м. Дніпро) - ПС Запорізька - ПС Донбас (неподалік  відомого села Майорське в зоні АТО), від ПС Дніпро і ПС Запорізька є відгалуження до Запорізької АЕС, Друга ПЛ-750 до Хмельницької АЕС а далі до нової підстанції ПС-750 Київська, раніш доходила до Чорнобильської АЕС.  І третя ПЛ-750 з 2004 року до Рівненської АЕС недавно від РАЕС у 2016 побудували лінію до тієї ж  ПС-750 Київська. Також є існує ПЛ-750 кВ Вінниця - Київська.
По причині синхронізації енергосистеми Угорщини з UCTE (ENTSO-E) і через економічні причини, ЛЕП вивели з роботи в 1993 році. Після створення Бурштинського Енерго Острову була знов введена в експлуатацію в 2002 році. Тепер вона працює відокремлено від основної мережі України і передає потужність від Бурштинської ТЕС, для цього є виокремлена лінія 330кВ і автотрансформатор АТ-3 330кВ -> 750кВ, потужністю 3х333 МВт.
Вперше в історії незалежної України на лінії були проведені пробні роботи по заміні ізоляторів під напругою. Для роботи було зроблено підготовчий етап на ліні ПЛ 330 кВ Вінницька – Ладижинська ТЕС, згодом повторено на класі напруги 750 кВ. У першу бригаду ввійшло 24 фахівця після тримісячного навчання на базі виробничо-тренувального центру «Вінницяелектротехнологія», з часом, кількість бригад планується збільшувати.

## Технічні характеристики

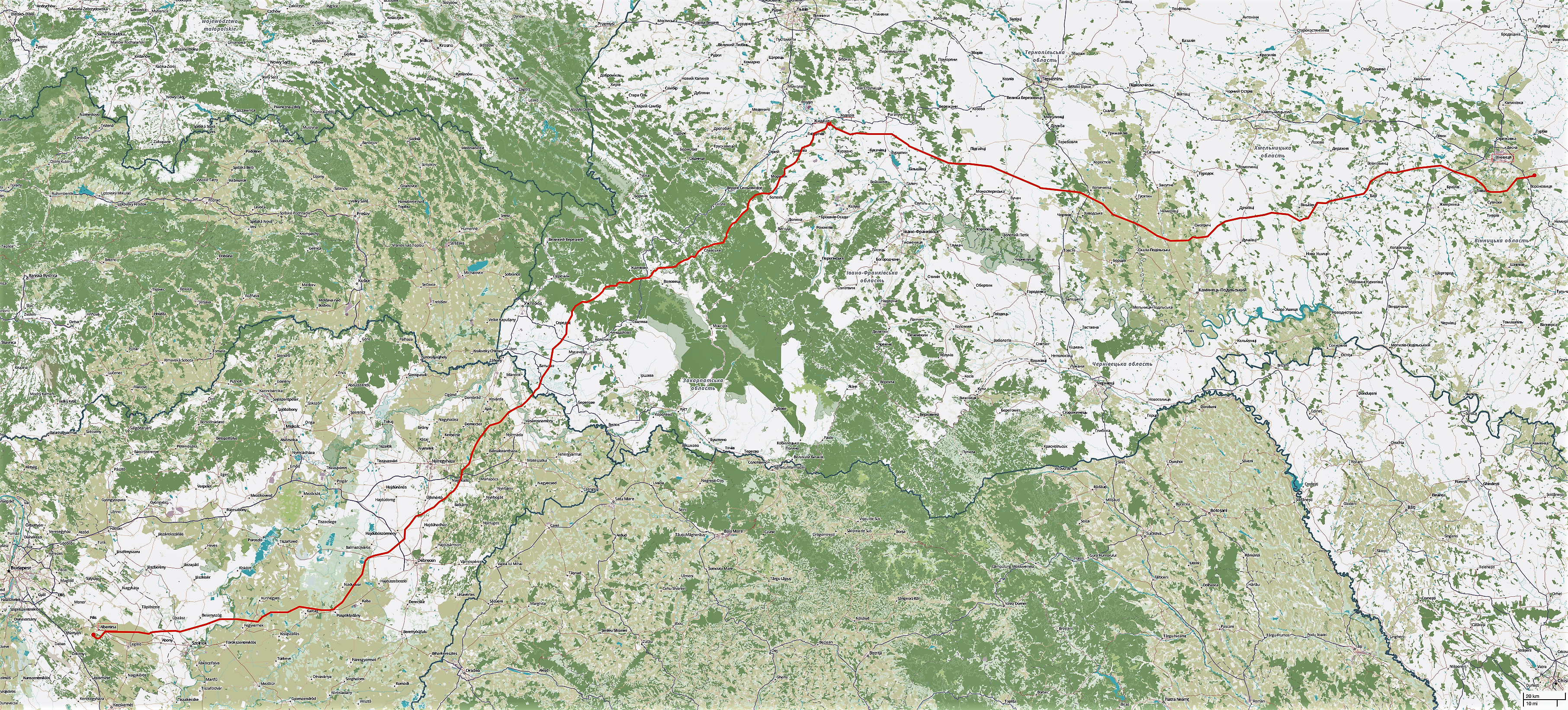
Колишній маршрут лінії 750кВ Вінниця — Західноукраїнська — Альбертірша

Лінія електропередачі, довжиною 479 км, з'єднує підстанцію Альбертірша (Угорщина) із Західноукраїнською підстанцією, на захід від Ходорів (Україна). ЛЕП була розроблена для передачі 2000 МВт електроенергії.